# 阿瓦特峰
46°46′03.4″N 8°54′22.8″E / 46.767611°N 8.906333°E
阿瓦特峰（Piz Avat），是瑞士的山峰，位於該國東南部，由格勞賓登州負責管轄，屬於格拉魯斯山的一部分，海拔高度2,910米，每年平均降雨量2,385毫米。